# 夏利萊大宅

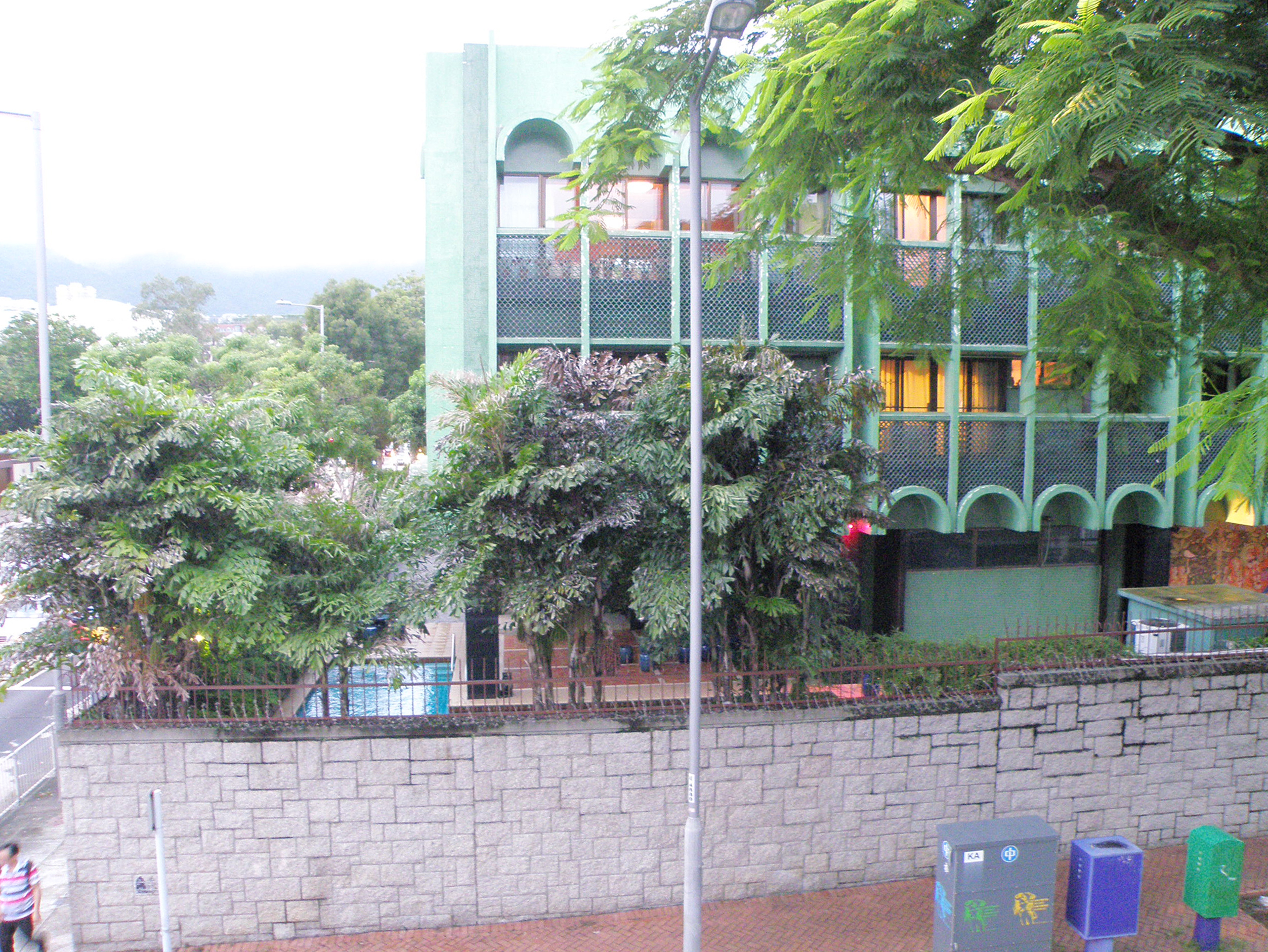
夏利萊大宅泳池（左下）

22°19′57″N 114°10′48″E / 22.332622°N 114.179883°E
夏利萊大宅（英語：Harilela Mansion），位於香港九龍塘窩打老道與對衡道交界的綠色大宅，是源自英屬印度信德族的香港望族夏利萊氏（Harilela）的豪華住宅，現居住了家族三代逾100名成員。

## 簡介
大宅全屋以高牆圍著，分為新舊兩翼，以印度姬陵式設計。舊翼用了3年時間籌備，1年時間興建，於1952年落成，原本只有18個房間，是夏利萊母親的遺願，希望他與6名兄弟永遠住在一起，亦兌現夏利萊事業成功前已經許下「能共患難富貴」的承諾。後來，因為家庭成員不斷增加，需要重新裝修，並且興建了新翼的部分。現在，大屋樓高3層，另設一層地庫，總面積達50,000平方英尺（4,600平方），共有90個房間(40間睡房)(40間浴室)、多個裝飾宏偉的客廳、一個設有75座位的電影院，另有祈禱室、保齡球場、健身房、桑拿房、游泳池、按摩浴池、酒吧區等，儼然是個自成格局的小社區。地庫則可以停泊70輛汽車。
每逢星期日，家族成員都會聚餐，差不多隔日都有大大小小的生日會或其他類型的慶祝活動。他們聘請了30個僕人、3個廚師、幾個修理技工、1個園丁、7個司機和1個裁縫，以維持每日的起居作息。

## 著名住戶
- 夏利萊（Hari Naroomal Harilela）

## 事件
2010年5月16日，印度籍婦人 Mahtani Geeta Peekay 來港旅遊及探親，留宿於夏利萊家族大宅，清晨如廁時疑不慎跌倒地上，前額受傷送院搶救不治。

## 鄰近
- 新加坡卓薈國際幼稚園
- 九龍仔業主會

## 外部連結
- South China Morning Post: Inside the Harilela mansion in Kowloon Tong, one of Hong Kong’s most spectacular - YouTube （页面存档备份，存于）